# Bozhidar Milenkov
Bozhidar Milenkov (em búlgaro:  Божидар Миленков) (nascido em 1 de dezembro de 1954) é um ex-canoísta búlgaro especialista em provas de velocidade.

## Carreira
Foi vencedor da medalha de bronze em K-4 1000 m em Moscovo 1980, junto com os seus colegas de equipa Borislav Borisov, Lazar Khristov e Ivan Manev.